# Seroki (gromada)
Seroki – dawna gromada, czyli najmniejsza jednostka podziału terytorialnego Polskiej Rzeczypospolitej Ludowej w latach 1954–1972.
Gromady, z gromadzkimi radami narodowymi (GRN) jako organami władzy najniższego stopnia na wsi, funkcjonowały od reformy reorganizującej administrację wiejską przeprowadzonej jesienią 1954 do momentu ich zniesienia z dniem 1 stycznia 1973, tym samym wypierając organizację gminną w latach 1954–1972.
Gromadę Seroki z siedzibą GRN w Serokach utworzono – jako jedną z 8759 gromad na obszarze Polski – w powiecie sierpeckim w woj. warszawskim, na mocy uchwały nr VI/10/19/54 WRN w Warszawie z dnia 5 października 1954. W skład jednostki weszły obszary dotychczasowych gromad Jonne, Mojnowo, Felcyn(), Obręb, Seroki i Zimolza ze zniesionej gminy Bieżuń w tymże powiecie. Dla gromady ustalono 14 członków gromadzkiej rady narodowej.
1 stycznia 1956 gromada weszła w skład nowo utworzonego powiatu żuromińskiego w tymże województwie.
31 grudnia 1961 gromadę zniesiono, włączając jej obszar do gromad: Bieżuń (wsie Jonne, Obręb i Zimolza) i Lutocin (wsie Felcyn i Seroki) w tymże powiecie.